# Canon EOS 7D Mark II
Canon EOS 7D Mark II  là máy ảnh DSLR chuyên nghiệp  được sản xuất bởi Canon. Nó được công bố vào ngày 15-9-2014 với mức giá ban đầu là $1,799. Đặc điểm nổi bật là cảm biến APS-C CMOS 20,2 megapixel hiệu dụng, khả năng quay video full HD 60 fps, chụp liên tiếp 10 hình/s, ống ngắm với độ bao phủ 100%. Nó được trang bị hệ thống lấy nét tự động mới 65 điểm dạng ngang dọc, đèn flash Speedlite và cảm biến đo sáng mới 150.000 pixel RGB + IR. "Tiền nhân" của nó là Canon EOS 7D, ra mắt năm 2009.
7D Mark II được vinh danh là DSLR dành cho chuyên gia tốt nhất năm 2014 bởi Technical Image Press Association.
7D Mark II được sản xuất hướng tới các nhiếp ảnh gia thể thao, thiên nhiên hoang dã, hành động, ngoài ra thường được dùng làm máy dự phòng cho người dùng đang sử dụng EOS-1D X, và sau này là EOS-1D X Mk II. Với các tính năng vượt trội, chỉ thua kém EOS-1D X nên EOS 7D Mk II thường được coi như "1DX thu nhỏ".
Từ tháng 9-2016, EOS 7D Mark II được bán ra kèm theo ống 18-135mm IS USM và adapter wifi E-W1
Canon EOS 7D Mark II đã được thông báo dừng sản xuất kể từ tháng 10/2018.

## Đặc điểm
Những điểm mới so với 7D là:
- Cảm biến APS-C CMOS 20.2 megapixel
- Đôi bộ xử lý DIGIC 6 14-bit
- Chế độ Liveview
- Ống ngắm độ bao phủ 100% với độ phóng đại 1x, cho góc nhìn giống như ảnh được chụp.
- Chế độ chụp liên tiếp tối đa lên tới 10 hình/giây
  - Tốc độ chụp liên tiếp sẽ giảm xuống 9,5 hình/giây khi kích hoạt EOS iTR AF, hoặc thấp hơn nữa khi sử dụng tính năng Anti flicker.
- Dải ISO 100 – 16,000 (mở rộng H1: 25600, H2: 51,200)
- Màn hình LCD TFT 3.0-inch Clear View II LCD với 1,040,000 chấm
- Hệ thống lấy nét 65 điểm dạng ngang dọc, điểm chính giữa dạng ngang dọc chéo (double cross-type)và có thể AF trong điều kiện thiếu sáng tới -3 EV khi sử dụng các ống kính có khẩu độ từ f/2,8 trở lên; thừa kế EOS iTR AF từ 1DX (theo dõi thông minh khuôn mặt và màu sắc của chủ thể liên tục).
  - Có thể AF với các ống kính kết hợp ống nhân tiêu cự có khẩu độ nhỏ nhất f/8
- Cảm biến đo sáng toàn khẩu độ TTL, 252 vùng với cảm biến RGB+IR 150,000-pixel và EOS Integrated Subject Analysis (iSA)
- Thừa kế thiết kế trình đơn kiểu mới từ 1D X và 5D Mk III, có 6 mục lớn (hình dưới), từ trái sang gồm: Chụp ảnh, Lấy nét tự động (AF), Xem lại hình, Các thiết lập, Custom functions, menu nhanh do người dùng tự thiết lập. Menu AF mới xuất hiện, có tùy chọn các trường hợp lấy nét khi chụp các môn thể thao/các hình thái chuyển động khác nhau khi chúng lọt vào khu vực điểm lấy nét từ Case 1 cho tới Case 6, độ nhạy bám nét, tốc độ AI servo...
  - Thiết kế menu này về sau tiếp tục xuất hiện trên 1DX Mk II, 5D Mk IV, 5DS/5DSR, 80D, tuy nhiên ở 80D sẽ không có menu AF..
  - Ở mục "Chụp ảnh" trên 7D Mark II thì do cải thiện vượt trội trong live view và quay video (bởi Dual Pixel CMOS AF) nên sẽ có thêm movie servo khi quay video, servo AF khi dùng live view..
  - Mục Chụp hình (màu đỏ): 6 tab (hoặc 5 tab nếu chuyển sang chế độ quay video)
    - Tab 1
      - Chất lượng ảnh
      - Thời gian xem lại ảnh
      - Beep
      - Nhả màn chập mà không có thẻ nhớ
      - Sửa lỗi ống kính
      - Thiết lập điều khiển flash

    - Tab 2
      - Bù phơi sáng: dùng vòng xoay nhanh ở lưng máy để chỉnh bù phơi sáng, dùng bánh răng phía trước điều chỉnh mức độ phơi sáng cho các ảnh trong chế độ đa phơi sáng trong khoảng ±3EV tính từ ảnh tối nhất đến ảnh sáng nhất
      - Tùy chỉnh ISO
      - Trình tối ưu sáng tự động
      - Cân bằng trắng
      - Cân bằng trắng tùy chọn: chọn 1 ảnh rồi lấy dữ liệu cân bằng trắng từ đó làm dữ liệu chuẩn cho chế độ này
      - Cân bằng trắng tùy chọn theo bảng màu trong máy
      - Không gian màu: sRGB hoặc Adobe RGB

    - Tab 3
      - Phong cách ảnh
      - Giảm nhiễu phơi sáng dài
      - Giảm nhiễu ở ISO cao
      - Ưu tiên tông màu sáng
      - Xóa dữ liệu rác
      - Chế độ đa phơi sáng
      - Cài đặt HDR

    - Tab 4
      - Giảm mắt đỏ
      - Thiết lập Interval (cho time-lapse)
      - Thiết lập Bulb
      - Bật/Tắt Anti-flicker
      - Khóa gương lật

    - Tab 5: 
      - Bật/tắt live view
      - Chế độ lấy nét tự động trong live view
      - Lấy nét liên tục
      - Kiểu vạch kẻ ô khung hình
      - Tỉ lệ khung hình
      - Giả lập phơi sáng với thông số hiện tại

    - Tab 6
      - Chụp Live view yên lặng
      - Metering timer

    - Tab quay video 1
      - Movie Servo AF
      - Phương thức lấy nét
      - Vạch kẻ khung hình
      - Định dạng cỡ khung hình video
      - Ghi âm
      - Tốc độ movie servo AF
      - Độ nhạy bám nét movie servo AF

    - Tab quay video 2
      - Chụp yên lặng
      - Metering timer
      - Mã thời gian
      - Điều khiển yên lặng
      - Gán chế độ cho nút chụp
      - ngõ ra HDMI và LCD

  - Mục AF (màu hồng tím): 5 tab
    - Tab 1: trường hợp lấy nét tự động gồm 6 trường hợp, đặc biệt hữu ích khi chụp chuyển động nhanh nói chung và chụp thể thao, thú hoang dã di chuyển nói riêng.
    - Tab 2: Ưu tiên AI servo từ hình 1; Ưu tiên AI servo từ hình 2
    - Tab 3
      - Lấy nét bằng tay khi dùng ống kính có motor USM
      - Bật đèn hỗ trợ lấy nét
      - Ưu tiên One-shot

    - Tab 4: 
      - Truyền động ống kính khi lấy nét tự động không khả dụng
      - Lựa chọn điểm lấy nét;
      - Lựa chọn chế độ vùng lấy nét
      - Chọn nút dùng để chọn chế độ vùng lấy nét
      - "Orientation linked AF point"
      - Điểm lấy nét đầu tiên, AI Servo AF
      - Tự động lựa chọn điểm lấy nét: EOS iTR AF

    - Tab 5
      - "Manual AF pt. selec. pattern"
      - Hiển thị điểm lấy nét khi đang lấy nét
      - Hiển thị VF
      - Tình trạng lấy nét tự động trong ống ngắm
      - AF Microadjustment

  - Mục xem lại (màu xanh lam): 3 tab
    - Tab 1: 
      - Khóa hình
      - Xoay hình
      - Xóa hình
      - Đặt lệnh in
      - Copy ảnh (từ thẻ SD sang CF hoặc ngược lại)
      - Xử lý ảnh thô
      - Photobook Set-up

    - Tab 2
      - Đặt lại kích cỡ ảnh
      - Đánh số sao cho ảnh
      - Xem ảnh dạng trình diễn slide
      - Chuyển ảnh
      - Thiết lập xem lại bao nhiêu ảnh khi sử dụng bánh răng phía trước.

    - Tab 3
      - Cảnh báo cháy sáng trong ảnh
      - Hiển thị điểm chọn lấy nét trong ảnh
      - Xem lại nhiều ảnh cùng lúc (các ảnh xếp hàng theo dạng ô lưới)
      - Histogram; Đếm thời gian đã quay video
      - Độ phóng đại (zoom ảnh to ra bao nhiêu lần khi xem lại)
      - Điều khiển qua HDMI.

  - Mục thiết lập chung (màu vàng): 4 tab
    - Tab 1
      - Chọn thẻ lưu trữ
      - Đánh số cho file
      - Đặt tên cho file
      - Xoay hình
      - Định dạng lại thẻ nhớ

    - Tab 2
      - Tắt máy tự động (tương tự như chế độ "ngủ" của máy vi tính, máy ảnh sẽ ngay lập tức hoạt động trở lại khi người dùng ấn vào nút nào đó, nút tắt bật vẫn đang bật)
      - Chỉnh độ sáng màn hình
      - Cài đặt ngày giờ
      - Cài đặt ngôn ngữ
      - Làm sạch cảm biến
      - Hiển thị ống ngắm
      - Cài đặt GPS

    - Tab 3
      - Hệ video (PAL hoặc NTSC)
      - Thông tin về tình trạng pin
      - Làm sạch cảm biến
      - Tùy chọn cài đặt cho nút DISP
      - Tùy chọn cài đặt gán cho nút Rate.
      - Tốc độ video khi xuất qua cổng HDMI

    - Tab 4
      - Tùy chỉnh trong 3 chế độ C
      - Xóa tất cả các cài đặt máy
      - Thông tin bản quyền
      - Hiển thị logo chứng nhận
      - Firmware

  - Custom Function (màu da cam): 5 mục khác nhau
  - Menu nhanh do người dùng tự thiết lập (màu xanh lục)
    - Tối đa có thể lập ra 3 menu nhanh khác nhau do người dùng tự thiết lập

- Tích hợp GPS và HDR

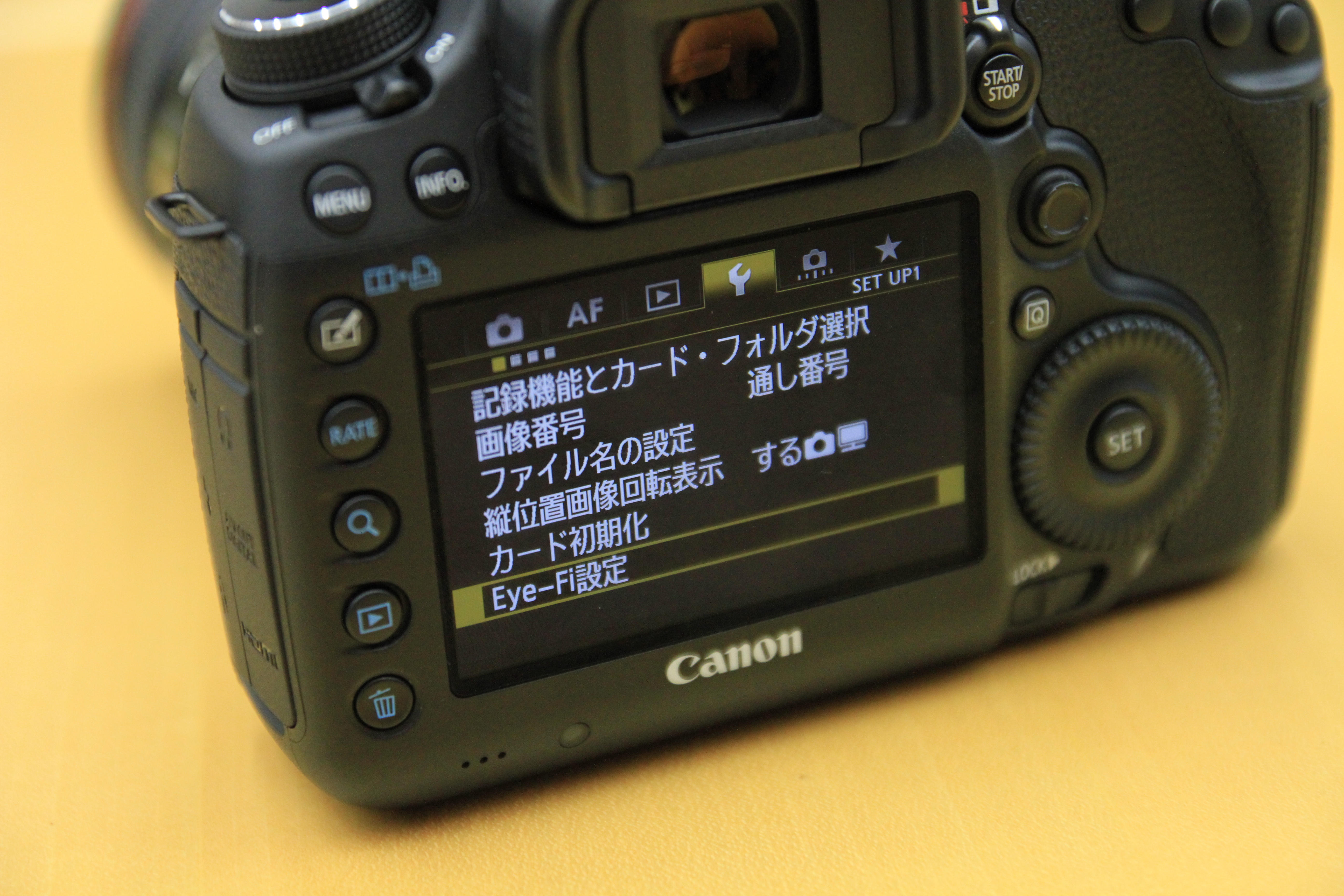
Thiết kế trình đơn kiểu mới của 5D Mark III, thừa kế từ 1DX

- Khung vỏ Magnesi chống nước và bụi
- Flash cóc, hỗ trợ ETTL-II
- Intervalometer (cho time-lapse)
- Trình sửa lỗi ống kính cho các ống kính được sản xuất từ năm 1995[5]
- Quay phim full HD 60 hình/giây,
- Dual Pixel CMOS AF
- Cần gạt chọn vùng lấy nét (mới xuất hiện)
- Anti-flicker (Triệt tiêu sự nhấp nháy khi chụp ảnh trong điều kiện ánh sáng nhân tạo, 7D Mk II là DSLR đầu tiên của Canon có tính năng này)
- Tùy chọn lấy nét tự động khi quay phim (tốc độ lấy nét tự động và độ nhạy bám nét)
- Tuổi thọ màn trập nâng lên 200.000 chu kỳ (7D là 150.000)
- Lỗ cắm tai nghe và mic
- 2 khe cắm thẻ nhớ CF (hỗ trợ UDMA-7) và SD/SDHC/SDXC (có hỗ trợ UHS-I và thẻ Eye-Fi)

### Lấy nét tự động và đo sáng[6]
7D mark II được trang bị 65 điểm lấy nét tự động, tương tự hệ thống trên Canon EOS-1D X. Tuy vậy, không phải tất cả các lens đều hỗ trợ cả 65 điểm. Hệ thống lấy nét tự động sử dụng màn hình LCD mờ trong ống ngắm để thiết lập dữ liệu về ảnh. EOS 7D Mark II còn có thêm Dual Pixel CMOS AF (DAF), ban đầu có trên Canon EOS 70D. Dual Pixel CMOS AF là công nghệ cảm biến của Canon, trong đó các pixel cùng lúc thực hiện thu sáng và lấy nét theo theo pha, cho phép cải thiện tốc độ lấy nét trong live view và quay video, ngang ngửa các máy không gương lật tốt nhất trên thị trường.
Tính năng mới là EOS iTR AF được thừa kế từ Canon EOS-1D X, cho phép theo nhận diện khuôn mặt chủ thể đang chuyển động, lấy nét theo liên tục ở khuôn mặt cho tới khi người dùng dừng lấy nét. Tính năng này chỉ khả dụng khi người dùng chụp ngắm qua ống ngắm quang học.
Menu của 7D Mark II được thừa kế từ 5D Mark III và 1DX nên có thêm 1 trình đơn về lấy nét tự động, cho phép tùy chọn các trường hợp lấy nét khi chụp các môn thể thao khác nhau từ Case 1 cho tới Case 6, độ nhạy bám nét, tốc độ AI servo...
Với Dual Pixel CMOS AF và tùy chọn Movie Servo AF, máy này cung cấp khả năng lấy nét trong khi quay video rất nhanh và chính xác đối với các vật thể đang chuyển động trong 80% khung hình theo cả chiều ngang và dọc. Movie Servo cho phép chọn tốc độ lấy nét và độ nhạy bám nét đối tượng khi quay phim. Chế độ lấy nét của Dual Pixel CMOS AF gồm nhận diện khuôn mặt có bám nét (Face Detection with Tracking), đa vùng với 31 vùng, đa vùng với 1 khung mà người dùng có thể di chuyển để chọn vị trí lấy nét theo ý muốn.

### Màn trập
Tuổi thọ trên lý thuyết là 200.000 chu kỳ, từ 1/8000 giây cho tới 30 giây, tốc độ ăn đèn đạt 1/250s. Nếu sử dụng flash rời, tốc độ ăn đèn có thể đạt tới 1/8000 giây. Ngoài ra, tính năng Anti-flicker cho phép triệt tiêu sự nhấp nháy khi chụp trong điều kiện ánh sáng nhân tạo (chủ yếu là đèn ống) Máy cũng có chế độ chụp yên lặng, giảm thiểu âm thanh của màn trập. Motor này góp phần tạo ra chế độ Chụp yên lặng, giảm tiếng ồn, với việc độ trễ màn trập tăng từ 0,055 giây lên 0,105 giây.
Các chế độ "truyền động" (drive mode) trên 7D mark II gồm:
- 1 hình
- Liên tiếp nhanh (tối đa lên tới 10 hình/giây)
- Liên tiếp chậm (1 đến 9 hình/giây)
- Im lặng
- Liên tiếp im lặng
- Hẹn giờ 10 giây hoặc dùng điều khiển từ xa
- Hẹn giờ 2 giây

### Công thái học
7D Mark II có phần sau máy được thiết kế tương tự 5D Mark III. Nó có ống ngắm với độ bao phủ 100% khi sử dụng lens 50 mm.
7D Mark II có nút gạt chế độ quay phim và live view. Máy hỗ trợ các ống kính sử dụng motor bước (STM), giảm tiếng ồn khi lấy nét. EOS 7D Mark II có ổ cắm mic stereo và ngõ ra qua cổng HDMI. Máy trang bị cổng tai nghe 3.5 cho thu âm theo thời gian thực, cũng như điều chỉnh âm thanh trong khi thực hiện quay video.
Việc thêm cần gạt chọn vùng/điểm lấy nét vào quanh joystick cho phép thao tác nhanh hơn. EOS 7D Mark II là máy đầu tiên có tính năng này

### Tốc độ
7D Mark II có đôi bộ xử lý DIGIC 6 và có thể đạt tới 10 hình/giây khi chụp liên tiếp. Cũng theo Canon, bộ nhớ đệm có thể chứa tới hình 1,090 JPEG cỡ lớn nhất và chất lượng tốt nhất, tới 31 hình RAW khi sử dụng thẻ CF chuẩn UDMA-7.

## Video
EOS 7D Mark II có thể quay Full HD 1080p hay HD 720p lên tới 60p. Nó cũng có thể quay định dạng .MOV và .MP4. Cổng HDMI có thể sử dụng để quay video từ máy tính. Tuy nhiên ở độ phân giải Full HD 60p thì máy sẽ không tự động lấy nét.
Chế độ quay video trong 7D Mark II có Movie Servo, giúp người dùng tùy chọn tốc độ lấy nét và độ nhạy lấy nét khi quay.

## Phụ kiện
Trong hộp, bên cạnh thân máy 7D Mark II còn có:
- Pin Lithium-Ion LP-E6N
- Sạc LC-E6 cho pin LP-E6
- Eyecup Eg
- Phủ máy RF-3
- Cáp USM IFC-150U II 3.0
- Dây đeo bản rộng có thêu chữ EOS 7D Mark II
- Vỏ nhựa bọc pin
- Đĩa phần mềm CD-ROM